# Soufrière River
Der Soufrière River (französisch la Soufrière, dt.: Schwefelfluss) ist ein Fluss an der Westküste der Karibikinsel St. Lucia.
Der Name bezieht sich auf die Schwefelvorkommen an den Vulkanen der Insel.

## Geographie
Der Fluss entspringt im Zentrum der Insel im Gebiet Migny. Am Oberlauf befinden sich die Spyke Falls (St. Philipp, ⊙). In kurvigem Verlauf fließt er zunächst nach Nordwesten und nimmt Zuflüsse von den Toraille Falls (⊙, von rechts und Norden) und den Diamond Falls (von links und Süden) auf. Dann biegt er endgültig nach Westen und trennt die Stadt Soufrière vom Gebiet Fond Beniere. Ein Teil des Flusses oberhalb der Stadt wurde kanalisiert und sein Verlauf 1972 verlegt, sowie 1994 erneut verlegt.
Er mündet in Soufrière in der Soufrière Bay (Anse Soufrière) ins Karibische Meer.